# Olympus E-1
Olympus E-1 - jest to pierwsza lustrzanka cyfrowa wyprodukowana przez japońską firmę Olympus. Aparat po raz pierwszy został zaprezentowany w 2003 roku i do trzeciego kwartału roku 2007 był sztandarowym produktem marki. Od 4 kwartału jego następcą został Olympus E-3.
E-1 jest aparatem cyfrowym systemu Cztery Trzecie (4/3) i jest kompatybilny ze wszystkimi obiektywami tego standardu.